# Protocardiaster
Protocardiaster is een geslacht van uitgestorven zee-egels uit de familie Cardiasteridae.

## Soorten
- Protocardiaster truncatus (Goldfuss, 1829) †